# Parlament von Kamerun

Wappen von Kamerun

Das Parlament von Kamerun (französisch: Parlement du Cameroun) ist ein Zweikammersystem und besteht aus:
- Dem Senat (Oberhaus)
- Der Nationalversammlung (Unterhaus)

Kamerun hatte nach seiner Unabhängigkeit zuerst ein Einkammersystem, bei dem die Nationalversammlung mit dem nationalen Parlament identisch war. 1996 wurde schließlich der Senat als zweite Kammer eingeführt, die ersten Senatswahlen fanden jedoch erst 2013 statt, nachdem Präsident Paul Biya per Dekret Wahlen angeordnet hatte.
Die Nationalversammlung besteht aus 180 Abgeordneten, welche ihre Wahlkreise im Parlament vertreten. Der Senat besteht aus 100 Senatoren, von denen 70 gewählt und 30 vom Präsidenten ernannt werden, wobei jede der 10 Regionen Kameruns 10 Senatoren stellt. Die gewählten Senatoren werden dabei von den Mitgliedern der Gemeinde- und Regionalräte gewählt.
Die meiste politische Macht ist in Kamerun jedoch in der Person des Präsidenten vereinigt. Am 10. April 2008 stimmte die Nationalversammlung für einen Gesetzentwurf zur Änderung der kamerunischen Verfassung, die Präsident Biya Immunität vor Strafverfolgung für alle Amtshandlungen gewährt und ihm eine unbegrenzte Anzahl von siebenjährigen Amtszeiten ermöglicht (zuvor waren es nur zwei) sowie eine Reihe weiterer Änderungen verabschiedete, die seine Macht stärkte. Dies führte zu Protesten bei der Opposition und Ausschreitungen mit Toten auf den Straßen.